# Bufanda

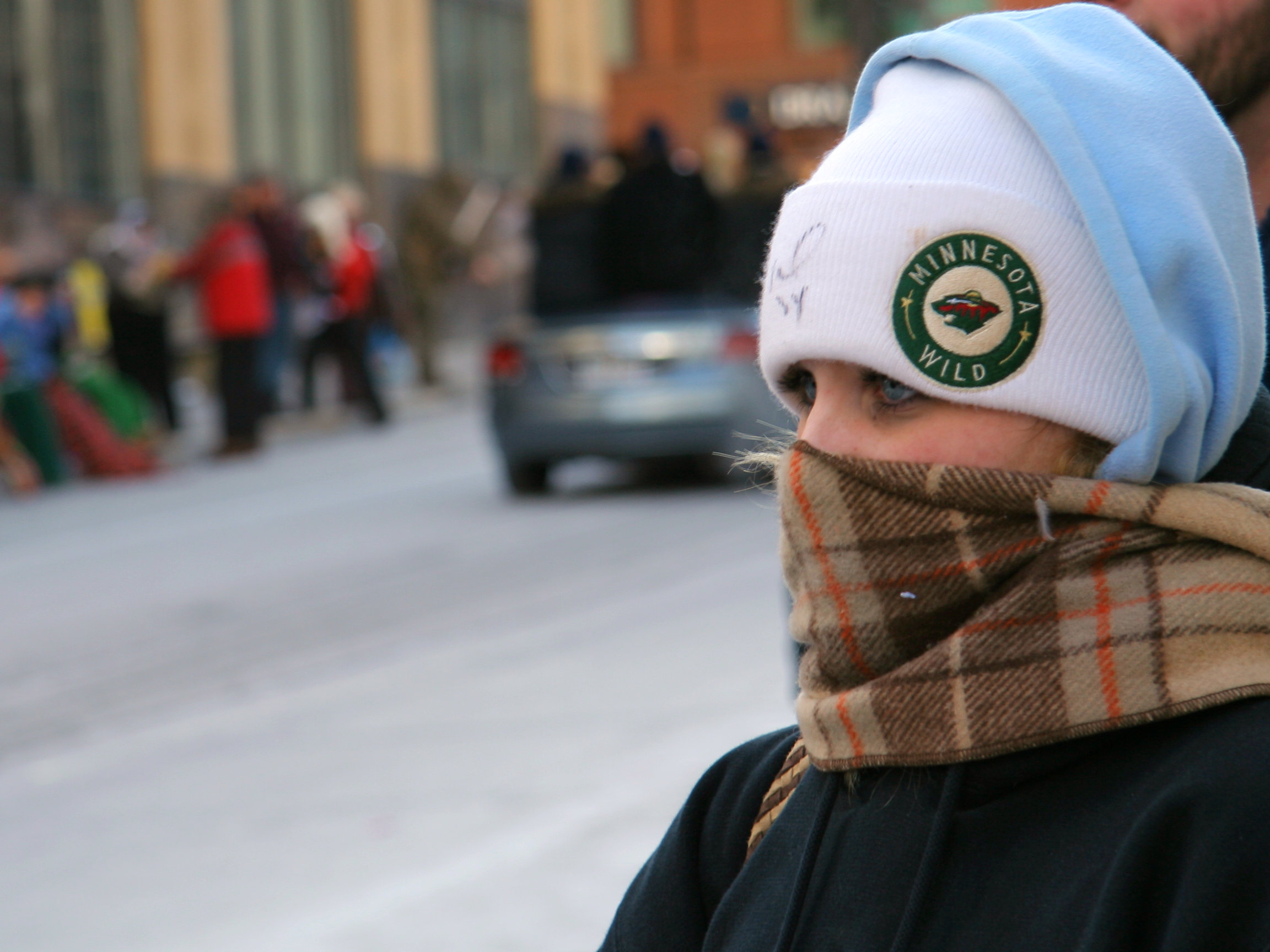
Joven con bufanda alrededor del cuello

La bufanda es un complemento de ropa que se usa sobre o alrededor del cuello, los hombros o la cabeza. Una bufanda se usa para calentarse, protegerse del sol, limpiar, moda, razones religiosas o para mostrar apoyo a un club o equipo deportivo. Las bufandas pueden estar hechas de materiales como lana, lino, seda y algodón. Es un tipo común de collar y un accesorio perenne.

## Historia

### Antes de Cristo
Las bufandas se han usado desde la antigüedad. La estatua de Ashurnasirpal II del siglo IX a. C. muestra al emperador con un chal. En la antigüedad, sobre todo durante la época de los griegos y los romanos, fue ampliamente usada. En la Antigua Roma, la prenda se utilizaba para mantenerse limpio más que para abrigarse. La gente en esos días le llamó focale o sudarium (sudarium del latín para "paño de sudor") y se utilizaba para limpiar el sudor del cuello y la cara cuando hacía calor durante el trabajo o de viaje. Originalmente, los hombres los llevaban alrededor del cuello o atados a su cinturón.
Las bufandas se han usado desde la antigüedad.  En 1350 a. C., en el Antiguo Egipto, se dice que la reina Nefertiti llevaba un pañuelo muy tupido en la cabeza.
En el año 500 a. C., en Atenas, las mujeres llevaban pañuelos para realzar su encanto seductor; en la misma época, las mujeres indias los usaban coquetamente como tocado.
Durante el reinado del Emperador Cheng chino, del 259 al 210 a. C., los pañuelos se utilizaban como distintivos militares para identificar el rango de los guerreros chinos o su condición de oficiales; muchos de los Guerreros de Terracota aparecen representados con ellos puestos.
Los historiadores creen que durante el reinado del Emperador Cheng chino, los pañuelos de tela se utilizaban para identificar a los oficiales o el rango de los guerreros chinos.

### Después de Cristo
En la Antigua Roma, hacia el año 10 d. C., la prenda se utilizaba para asearse más que para calentarse. Se llamaba focale o sudarium («paño para el sudor») y se utilizaba para limpiar el sudor del cuello y la cara cuando hacía calor. Los pañuelos los llevaban originalmente los hombres alrededor del cuello o atados a cinturones.
En el siglo XII, las bailarinas del vientre egipcias llevaban un cinturón en forma de pañuelo bajo la cadera para resaltar los movimientos de su cuerpo.
Durante la Edad Media y todo el camino hasta la época del Renacimiento, han sido utilizados por la nobleza para significar sus estratos superiores sociales y de clase. Esto se atribuyó a la apertura de rutas comerciales desde el Lejano Oriente y China, que trajo consigo los elementos exóticos, telas y materiales, incluida la mejor de las sedas. Durante esos días, sólo la nobleza y los ricos podían pagarlos.
En épocas posteriores, los pañuelos también fueron usados por los soldados de todos los rangos en Croacia alrededor del siglo XVII. La única diferencia en los pañuelos de los soldados que designaba una diferencia de rango era que los oficiales tenían pañuelos de seda mientras que los otros rangos recibían pañuelos de algodón. Algunos de los soldados croatas sirvieron como mercenarios con las fuerzas francesas. Los pañuelos de los hombres se denominaban a veces "cravats" (del francés cravate, que significa "croata") y fueron el precursor de la corbata.
Durante la Revolución Francesa, las mujeres y los hombres llevaban pañuelos de diferentes colores para mostrar su afiliación política a los principios democráticos de Liberté, Egalité, Fraternité; y Cravates. Los franceses personificaron el estilo de bufanda elegante.
En la región de Nueva Inglaterra de Norteamérica, las familias en duelo recibían un pañuelo como regalo de agradecimiento, en señal de respeto.
Napoleón Bonaparte encontró atractivos los pañuelos egipcios y los compró como regalo para su esposa. Después de este regalo, se cree que la emperatriz Josefina Bonaparte adquirió más de 400 pañuelos en los tres años siguientes, que costaron unas 80 000 libras esterlinas. A raíz de esto, los habitantes de Paisley, Escocia, empezaron a fabricar sus propias bufandas.
El pañuelo se convirtió en un verdadero accesorio de moda a principios del siglo XIX tanto para hombres como para mujeres.
En tiempos más recientes, también fueron usados por soldados mercenarios croatas en el siglo XVII, agrupados en un regimiento para apoyar a Luis XIII de Francia y al Cardenal Richelieu contra el duque de Guisa y la reina madre María de Médici. Esta prenda despertó la curiosidad de los parisinos quienes observaron la manera distintiva en que oficiales y tropas la utilizaban y que dio origen a las corbatas modernas. La palabra "cravat" deriva del francés corrupto "cravate" que a su vez designaba a los croatas. 
El pañuelo se convirtió en un verdadero accesorio de moda a principios del siglo XIX, tanto para hombres como para mujeres. A mediados del siglo XX, los pañuelos se convirtieron en uno de los accesorios de vestir más esenciales y versátiles, tanto para hombres como para mujeres.

#### En elsigloXX
Durante la Primera y la Segunda Guerra Mundial, las mujeres de EE UU consideraban un deber patriótico tejer bufandas para los soldados, además de otras necesidades. Durante estas dos guerras, los pilotos de caza llevaban bufandas para mantenerse calientes en las alturas y para cubrirse el cuello.
A mediados del siglo XX, las bufandas se convirtieron en uno de los accesorios de vestir más versátiles tanto para hombres como para mujeres.A lo largo del siglo XX, la industria de la moda adoptó la bufanda. Thierry Hermès de Hermès creó pañuelos de seda que seguían el modelo de los que llevaban los soldados de Napoleón en la batalla. Hermes empezó a fabricar pañuelos que fueron diseñados por algunos de los nombres más importantes de las industrias de la moda y la música de Hollywood; la actriz Grace Kelly lució uno de los pañuelos de Hermes.Hermes importaba seda cruda de China que se convertía en tejido duradero de alta calidad con estampado a mano; el proceso implicaba 43 pantallas para producir efectos de color, y este diseño de pañuelo estampado fue exhibido en un cuadro por dos mujeres con pelucas blancas jugando a un juego.
Los pañuelos de seda también fueron modelados por las actrices Faye Dunaway en Bonnie and Clyde (1967) y Diane Keaton en Annie Hall (1977). Madonna, en la década de 1980, acorraló su permanente con un pañuelo. Los muy copiados pañuelos de seda con calavera de Alexander McQueen han generado furor entre celebridades y fanes.

## Composición y uso

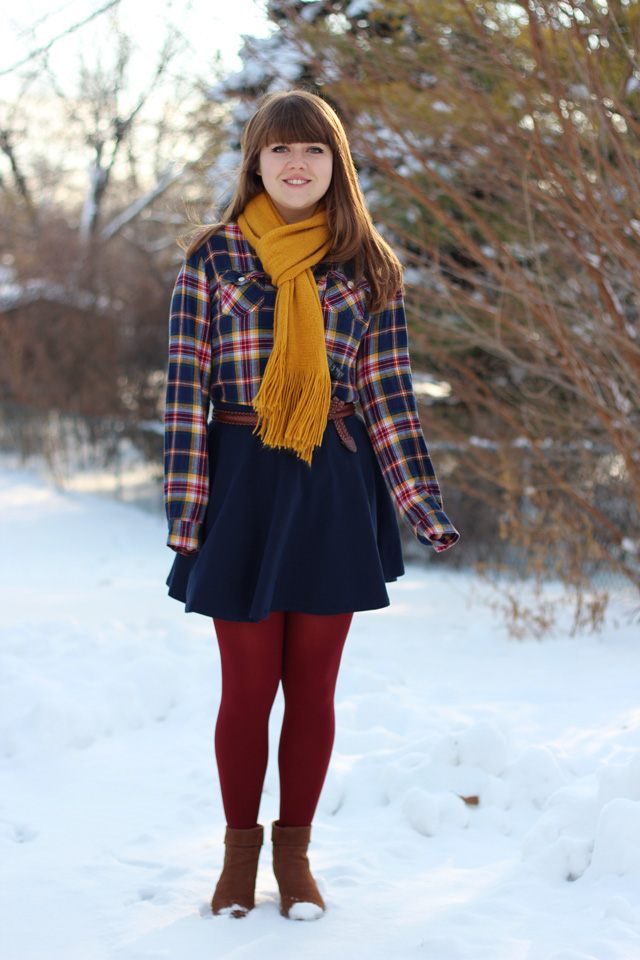
Una bufanda usada para abrigarse en invierno.

Existen muchos tipos de pañuelo, como los pañuelos de cuello, los ponchos, los pañuelos de cabeza y los kercheifs. Se suelen llevar alrededor del cuello o de la cabeza. 
Las bufandas de invierno se utilizan en climas fríos; a menudo son de punto y suelen estar hechas de lana. La bufanda de invierno se denomina a veces bufanda, y suele ir acompañada de una chaqueta o abrigo grueso. La bufanda de invierno puede envolverse alrededor de la cara y las orejas para una protección adicional contra el frío.
En climas secos, polvorientos y cálidos o en entornos con contaminantes en el aire, se suele llevar un pañuelo fino, una pañoleta o una bandana sobre los ojos, la nariz y la boca para mantener el pelo limpio. Esta costumbre ha evolucionado hasta convertirse en un artículo de moda en muchas culturas, sobre todo entre las mujeres. El cravat, un antepasado de la corbata y la pajarita, evolucionó a partir de pañuelos de este tipo en Croacia Del Kufiya, un pañuelo para la cabeza que llevan los hombres en Oriente Próximo ha surgido el Kufiya palestina, que se lleva para simbolizar el apoyo a la causa de Palestina. 
Es una prenda de vestir, cuya longitud y acabado varía dependiendo de su confección. La prenda puede ser hecha con tejidos muy diversos empleando materiales como la lana, el algodón, polar, etc. Su diseño llega a abarcar una amplia gama de colores, dibujos, patrones o figuras como cuadros, rayas, etc.
La palabra bufanda se considera procedente del francés derivado de bouffante  (que se hincha, que se ahueca). El adjetivo bouffant o bouffante, aplicado a las prendas de vestir, designa a aquellas que parecen abombadas, probablemente referido a la prenda que puesta al cuello asemeja una especie de relleno o "hinchado"
Usualmente se usa cerca de la cabeza o en el cuello, con el propósito de calentar, aunque es utilizada también como complemento de moda. En climas fríos, es habitual utilizar una bufanda gruesa tejida,  atada alrededor del cuello para mantener el calor. Por lo general, se acompaña de un sombrero, guantes y un abrigo. 
En Indonesia y Malasia el slenddang es un pañuelo o faja nativa, de 20 a 21 cm de ancho y 85 86 cm de largo que llevan principalmente las mujeres malayas, que se coloca sobre un hombro y cruza el cuerpo en diagonal. Las hay estampadas y de colores.
Las bufandas que se utilizan para cubrir la parte inferior de la cara, y en particular el cuello, se denominan a veces capuchas. Las bufandas pueden denominarse coloquialmente pañuelo para el cuello.
Los pañuelos pueden anudarse de muchas formas, como el lazo de gatito, el nudo cuadrado, el peto vaquero, el nudo ascot, el lazo, la corbata y el pañuelo gitano. Los pañuelos también se han anudado en la cabeza a modo de pañuelo. Las monarcas, entre ellas la reina Victoria e reina Isabel I, han llevado el pañuelo en la cabeza. A finales de la década de 1990, fue una tendencia de moda entre los artistas de «hip hop» y R&B. Durante la época del cine mudo, las actrices Anna May Wong y Evelyn Brent llevaban pañuelos en la cabeza de sofisticadas sedas y los popularizaron. En la cultura religiosa islámica, llevar un pañuelo en la cabeza está vinculado al Corán. En Arabia Saudí, llevar un pañuelo en la cabeza es necesario para hacer frente al duro clima y al intenso calor, incluso antes de que se adoptara el islam. En la misma época, los cristianos y los judíos también se cubrían el pelo con velos según dictaban sus textos sagrados.
Los pañuelos también se utilizan como accesorios de moda con los trajes de noche, colocándolos sobre los hombros o los brazos; un ejemplo es la boa de plumas.
La bufanda se ha convertido en un elemento de moda. La bufanda de tela fina se usa como complemento del vestuario femenino del mismo modo que la corbata se utiliza en el vestuario masculino.

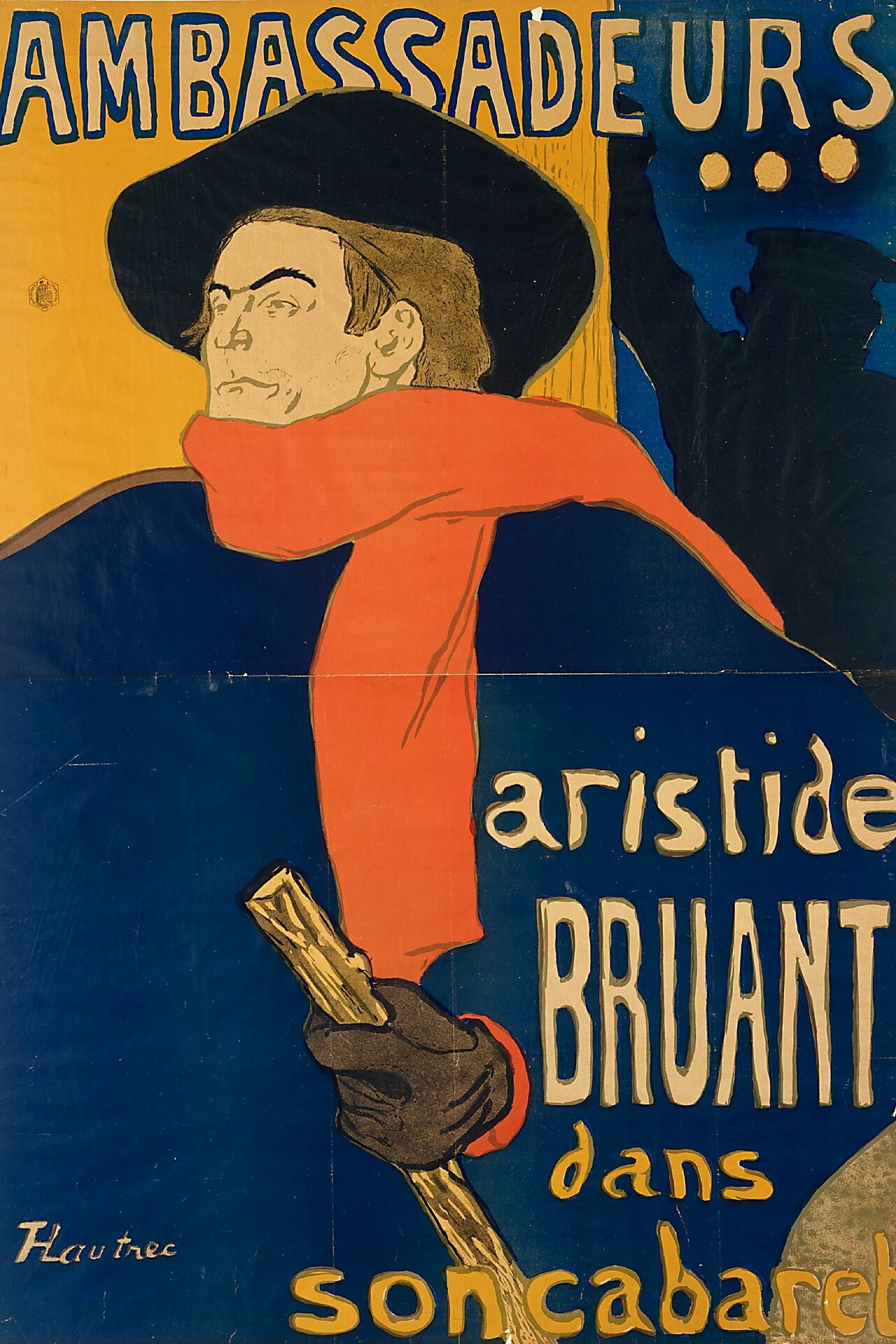
Famoso cartel de Henri de Toulouse-Lautrec mostrando a un hombre con una bufanda, 1892.

### Chalina
La chalina (que aparece definida en el Diccionario de la Real Academia Española como "corbata de caídas largas") es un tipo de bufanda de origen vasco usada indistintamente por hombres y mujeres. Se pueden confeccionar con seda o lana, y algunas que se producen en serie son hechas de algodón. Esta prenda fue adoptada en América con la llegada de los conquistadores españoles en el siglo XVI.

## Elaboración de bufandas
La artesanía de las prendas de punto, como las bufandas, es un oficio importante en algunos países. Las bufandas tejidas a mano también son habituales como regalo.
Existen tres formas básicas de bufanda: cuadrada, triangular y rectangular.
Además, se comercializan bufandas estampadas por casas de diseño de alta costura. Entre estas últimas están Burberry, Missoni, Alexander McQueen, Cole Haan, Chanel, Etro, Lanvin, Hermès, Nicole Miller, Ferragamo, Emilio Pucci, Dior, Fendi, Louis Vuitton o Prada.

## Bufandas en el deporte
Desde al menos principios del siglo XX, cuando el fenómeno comenzó en Gran Bretaña, las bufandas de colores han sido utilizadas y llevadas como símbolo por los aficionados de los equipos de fútbol de todo el mundo, incluso en aquellos con climas muy benignos. Estas bufandas, de diversas formas y tamaños, se confeccionan con los colores sociales de los equipos y pueden contener símbolos, imágenes de los jugadores y diversas inscripciones relativas a la historia del equipo y a las rivalidades con otros. En Europa, muchos aficionados organizados fabrican sus propias bufandas personalizadas.
Como parte de la coreografía previa al partido o durante el mismo, los aficionados suelen crear "muros de bufandas" sosteniéndolas por encima de sus cabezas, una al lado de la otra, creando un efecto escénico espectacular, normalmente acompañado de cánticos e himnos.

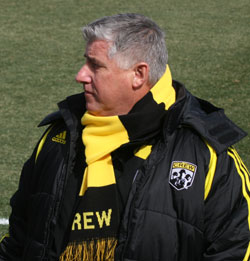
Una persona portando una bufanda con los colores del Columbus Crew.

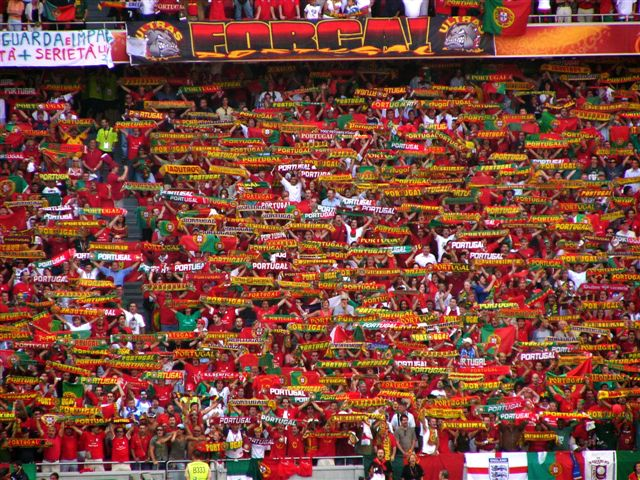
Aficionados de la selección portuguesa de fútbol levantando sus bufandas durante la Eurocopa, 2004.

## Véase también

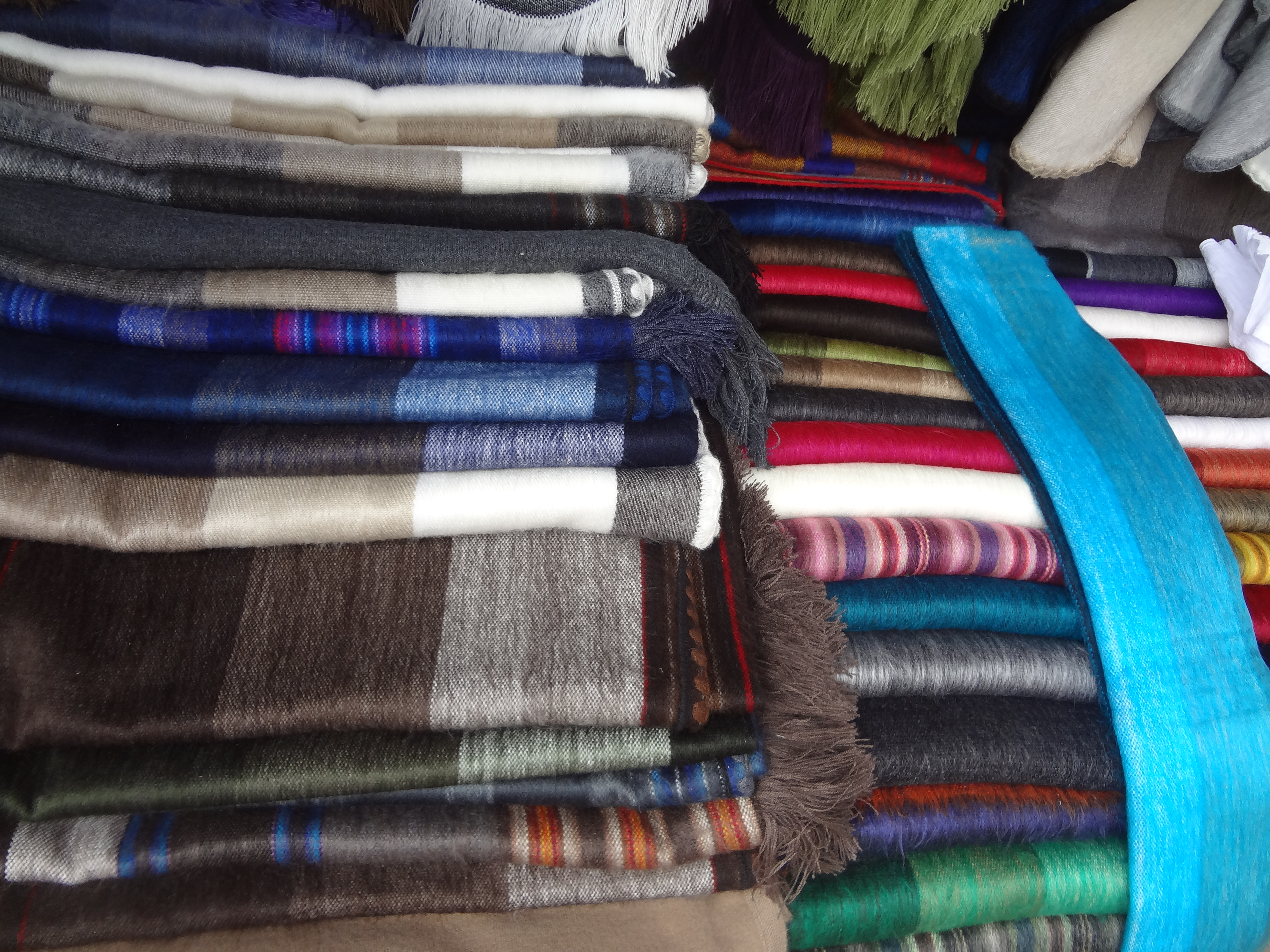
Bufandas artesanas de alpaca a la venta en el mercado de Otavalo, en los andes ecuatorianos.